# Dario Giacomelli

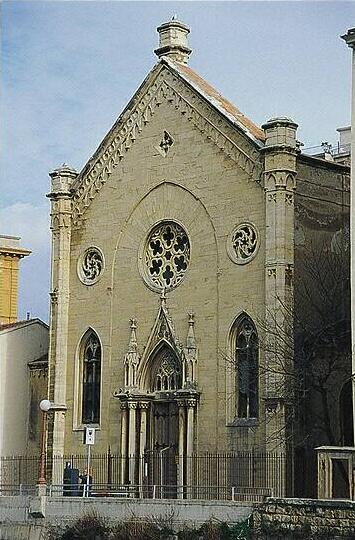
Tempio della Congregazione olandese alemanna

Dario Giacomelli (Livorno, 1819 – 1897) è stato un architetto italiano.

## Biografia
Studiò all'Accademia di Belle Arti fiorentina e successivamente svolse l'attività di insegnante presso la Scuola Michoniana di Livorno, un istituto fondato da Carlo Michon.
Nella città labronica i suoi lavori più significativi riguardano il Tempio della Congregazione olandese alemanna e la costruzione di alcune cappelle nel cimitero della Misericordia, sulla strada per Ardenza.
In particolare, la chiesa degli Olandesi è una raffinata costruzione in stile neogotico, innalzata tra il 1862 ed il 1864 per conto della importante comunità protestante di Livorno.
Riconducibile a questa e risalente al 1889 è la piccola cappella della Sacra Famiglia, nella frazione di Quercianella, in cui si richiama alla semplicità del gotico francescano.
Nel 1869 completa la cupola della chiesa di Santa Caterina con la costruzione di una lanterna in muratura.
Sul finire dell'Ottocento ricevette incarico per la realizzazione della facciata di San Jacopo in Acquaviva.
Fu sepolto nel cimitero della Misericordia di Livorno.